# 岑春煊
岑 春煊（しん しゅんけん）は、清末民初の政治家。袁世凱の政敵として知られる人物。中華民国成立後は、孫文（孫中山）らの護法軍政府（南方政府）に参加したが、孫とも対立している。チワン族（壮族）。旧名は春澤。字は雲階。父は清末の政治家である岑毓英。子には、汪兆銘政権（南京国民政府）で経理総監部総監を務めた岑徳広などがいる。

## 事績

### 西太后の庇護
1885年（光緒11年）に乙未科挙人となる。1889年（光緒15年）に五品京堂候補、1892年（光緒18年）には光禄寺少卿に任命された。まもなく太僕寺少卿に異動している。1894年（光緒20年）、日清戦争が勃発すると、欽差大臣劉坤一に任用され、山東省黄県に駐在した。
1898年（光緒24年）8月、広東布政使に任命された。さらに甘粛布政使に異動する。1900年（光緒26年）の義和団の乱では、蘭州から軍勢を率いて北京に出動する。このとき、列強に追われた西太后、光緒帝を護衛した。この功により岑春煊は陝西巡撫に昇進している。
1901年（光緒27年）、山西巡撫に着任、列強との交渉を担当した。翌年には広東巡撫への異動を命じられたが、実際には赴任せずに四川総督へと昇進した。1903年（光緒29年）、署両広総督兼督弁広西軍務に就任。翌年には粤海関監督も兼任するようになった。西太后の信任を得て昇官した岑春煊だったが、それが原因で慶親王や、それと親しい袁世凱と対立するようになる。袁との対立関係は民国時代にも影響を及ぼした。
1906年（光緒32年）、慶親王・袁世凱の策動により、岑春煊は雲貴総督への異動を命じられた。岑は発展した両広を離れることを望まず、療養を理由にこれを拒否した。1907年（光緒33年）3月、さらに四川総督に再任された。しかし岑は入京して西太后の庇護を得てその人事を拒否、郵伝部尚書に改めて任命された。6月、岑は再び両広総督に任命され任地に向かった。ところがその途中で、慶親王と袁の謀略により岑は解任されてしまう。解任された岑は上海に留まり情勢の変化を待った。

### 袁世凱との戦い
1911年（宣統3年）、鉄道国有化に起因する騒擾事件が発生すると岑春煊は四川での革命派鎮圧を命じられた。しかし任地へ向かう途中で武昌起義が発生する。革命派の優勢を見た岑は、清朝擁護の姿勢から革命支持へと政治姿勢を転換した。
1912年（民国元年）、福建宣撫使に任命される。翌年2月、粤漢鉄路督弁に異動した。同年に二次革命（第二革命）が勃発すると、岑春煊は李根源や革命派に大元帥として擁立され、袁世凱打倒を目指した。しかし失敗して、マレー半島へ逃亡した。なおこの間に、黄興を支持するグループが結成した欧事研究会に会員として名を列ねている。
1915年（民国4年）末、広西将軍陸栄廷の協力により上海に戻る。護国戦争（第三革命）が勃発するとこれに参与した。翌年1月、岑春煊は日本へ向かい、官民双方から護国軍への支援を引き出すことに成功した。5月、両広護国軍都司令に推戴され、さらに軍務院撫軍副長に任命された。

### 護法軍政府での台頭、敗北
袁世凱死後に護法運動が発生すると、岑春煊は孫文らの護法軍政府（南方政府）側についた。しかし、李根源ら政学会や陸栄廷の桂軍（旧広西派）等に擁立され、孫とは対立するようになる。そのため、1917年（民国6年）9月に孫文が護法軍政府の大元帥に就任すると、岑はその指導体制を拒否した。
1918年（民国7年）5月に護法軍政府が7総裁による集団指導制に改組されると、岑春煊は陸栄廷ら桂軍の支援も得て、8月に主席総裁に就任した。岑や桂軍が主導権を握るようになると、北京政府（特に直隷派）との協調姿勢をとり、「南北和平」を目指そうとした。しかし、その政治姿勢に反発する形で、今度は孫文、唐紹儀、唐継尭（滇軍）の各総裁が反発して辞任したり、岑や陸栄廷の北京政府との密約を暴き糾弾したりした。
1920年（民国9年）3月になると、総裁の1人である伍廷芳が上海へ離脱して、反岑勢力と連合する。これは事実上、軍政府を分割する挙であった。同年10月、粤軍（広東軍）の陳炯明が桂軍を広東から駆逐してしまう。後ろ盾を失った岑春煊は、ついに辞職を表明して上海の租界に逃げ込んだ。そしてこれ以後、岑は二度と政治の舞台には戻ろうとしなかった。
1933年（民国22年）4月27日、死去。享年73（満72歳）。

## 注
1. ↑  徐友春主編『民国人物大辞典』は、大理寺少卿としている。
2. ↑  『民国人物大辞典』は、広西布政使としている。
3. ↑  『民国人物大辞典』は、広西巡撫としている。